# Chris le Bihan
Chris le Bihan, född den 27 maj 1977 i Grande Prairie, Kanada, är en kanadensisk bobåkare.
Han tog OS-brons i herrarnas fyrmanna i samband med de olympiska bobtävlingarna 2010 i Vancouver.